# Джагміані
Джагміані (груз. ჯაღმიანი) — село в Грузії.
За даними перепису населення 2014 року в селі проживає 56 осіб.